# قصة النفق الغامض
قصة النفق الغامض (باليابانية: トンネル奇譚، بالروماجي: Tonneru Kitan) (بالإنجليزية: The Story of the Mysterious Tunnel)‏ هي مانغا يابانية من تأليف ورسم جونجي إيتو، نشرت من قبل أساهي سونوراما في مجلة هالوين الشهرية وفي مجلة نيموكي، منذ نوفمبر عام 1995 حتى سبتمبر عام 1997، تم تجمع فصول المانغا في مجلد تانكوبون واحد، نشر في نوفمبر عام 1998. هذه المانغا هي المجلد الرابع عشر من مجموعة جونجي إيتو.

## القصة
- حلم طويل (باليابانية: 長い夢، بالروماجي: Nagai Yume)

- قصة النفق الغامض (باليابانية: トンネル奇譚، بالروماجي: Tunnel Kidan)

تدور أحداث القصة عن غورو الذي انتحرت والدته بالقفز أمام قطار أثناء خروجه من النفق، كانت واحدة من العديد من حالات الانتحار هناك، وبعد ذلك تم إخراج النفق من الخدمة. بعد مرور بعض الوقت ذهب غورو مع أصدقائه لاستكشاف النفق.
- تمثال برونزي (باليابانية: 銅像، بالروماجي: Dōzō)

- الجسيمات العائمة (باليابانية: 浮遊物، بالروماجي: Fuyūbutsu)

- مرض قرية الرمال البيضاء (باليابانية: 白砂村血譚، بالروماجي: Shirosuna-mura Chi Tan)

## فيلم حي
اقتبست القصة الأولى من المانغا حلم طويل إلى فيلم حي يحمل نفس الاسم، من إخراج هيغوتشينسكي، عرض في اليابان في عام 2000.